# Кларк Аштън Смит
Кларк Аштън Смит (на английски: Clark Ashton Smith) е американски преводач, скулптор, художник, журналист, поет и писател на произведения в жанра лирика, научна фантастика, фентъзи, хорър, трилър и документалистика, автор оказал голямо влияние върху развитието на научната фантастика заедно с Робърт Хауърд и Хауърд Лъвкрафт.

## Биография и творчество
Кларк Аштън Смит е роден на 13 януари 1893 г. в Лонг Вали, окръг Плейсър, Калифорния, САЩ, в семейството с английски корени на Фани и Таймъс Смит. Прекарва по-голямата част от живота си в хижа в малкото градче Обърн, Калифорния. Образованието му е ограничено, тъй като страда от психологически разстройства, включително силна агорафобия, поради което родителите му приемат домашно обучение. Той е запален читател със силна ейдетична памет, запаметявайки повечето от прочетеното. След завършване на официалното си образование взема самостоятелен курс по литература, изучава дума по дума етимологичен речник и прочита два пъти пълното издание на Енциклопедия Британика. Научава сам френски и испански, за да превежда стихове от тези езици, включително произведения на Жерар дьо Нервал, Пол Верлен, Амадо Нерво, Густаво Адолфо Бекер и Шарл Бодлер („Цветята на злото“).
Първите му литературни опити са на 11-годишна възраст под формата на приказки и имитации на „Хиляда и една нощ“, следвани от приключенски романи за ориенталския живот. На 14 години вече е написал краткия приключенски роман „Черните диаманти“, който е публикуван през 2002 г., а след това и друг роман „Мечът на Заган“, публикуван през 2004 г. в едноименния сборник, повлияни от приказките на братя Грим и произведенията на Едгар Алън По. През 1910 г. няколко негови разказа са публикувани в списание „Черната котка“, насочено към необичайни разкази, а след това и в списание Overland Monthly. Началната му литературна дейност е насочена предимно към поезията за повече от десетилетие. Той се запознава с поета от Сан Франциско Джордж Стърлинг, който му помага да публикува първата си стихосбирка „Мечта за красота“ през 1911 г. Получава международно признание за стихосбирката си „Звездният покорител“ от 1912 г. По това време участва в литературния кръг около Амброуз Биърс и Джек Лондон.
Малко по-късно здравето му се влошава и в продължение на осем години литературната му продукция е с прекъсвания, въпреки че през този период той създава най-добрата си поезия, включително „Оди и сонети“ от 1918 г. и създава добри връзки и приятелство с Хауърд Лъвкрафт. През 20-те години на ХХ век пише малко и работи различни временни работи като берач на плодове, сечене на дърва, готвач и винопроизводител, за да издържа себе си и родителите си. Също така пише като журналист, като нощен редактор и е колумнист в The Auburn Journal.
В началото на Голямата депресия през 1929 г. здравето на възрастните му родители се влошава и той възобновява писането на разкази, като в периода 1929 – 1934 г. е автор на над 100 и почти всички могат да бъдат класифицирани като странен хорър или научна фантастика. През 1933 г. публикува самостоятелно сборника с разкази „Двойната сянка“, съдържащ 6 от най-добрите му истории. По-голямата част от историите му в научната фантастика попадат в четири серии, които се развиват по различен начин в света на Хиперборея, Посейдонис, Аверойн и Зотик. Хиперборея е изгубен континент от Миоценския период, а Посейдонис е остатък от Атлантида. Те се характеризират със странна магическа култура, жестокост, смърт и посмъртни ужаси. Аверойн е версията му за предмодерна Франция, а Зотик съществува милиони години в бъдещето, последният континент на умиращата Земя, когато слънцето е потъмняло.
През 1933 г. Смит започва кореспонденция с Робърт Хауърд. В периода 1933 – 1936 г. Смит, Хауърд и Лъвкрафт са лидери на училището за фантастика „Странни разкази“ и си кореспондират често, въпреки че никога не са се срещали.
След смъртта на Робърт Хауърд (1936) и Хауърд Лъвкрафт (1937), интересът му към писането намалява. Той се насочва към изобразителното изкуство като самоук художник, предпочитайки стила на примитивизма, рисувайки с мастило, молив или пастел и маслени бои, и прави малки пластики от стеанит.
През 1953 г. Смит претърпява коронарен пристъп. На 10 ноември 1954 г. се жени за Карол Дорман, с която се преместват в Пасифик Гроув. Тя има три деца от предишен брак. В Пасифик Гроув се занимава с градинарство за други жители и спира да пише.
Кларк Аштън Смит, след поредица от инсулти, умира на 14 август 1961 г. в Пасифик Гроув, Калифорния. Прахът му е разпръснат на мястото на дома от детството му.

## Произведения

### Самостоятелни романи
- The Black Diamonds (2002)[1][2][3]
- The Emperor of Dreams (2004)

### Новели
- An Adventure in Futurity (1931)[1]
- The Weird of Avoosl Wuthoqquan (1932)
- The Colossus of Ylourgne (1934)
- The Enchantress of Sylaire (1941)

### Разкази (частично)
- The Malay Krise (1910)[1][3]
- The Ghost of Mohammed Din (1910)
- The Mahout (1911)

#### Поредица „Посейдонис“ (Poseidonis)
поредицата съдържа 7 книги в периода 1912 – 1933 г.
1. Atlantis (1912)[2][3]
2. From a Letter (1922)
3. A Voyage to Sfanomoë (1931)
4. The Double Shadow (1933)
Двойната сянка, изд. ИК „Яспис “ (2004), прев. Адриан Лазаровски
5. A Vintage from Atlantis (1933)
6. The Last Incantation (1930)
7. The Death of Malygris (1934)

#### Поредица „Айверонски хроники“ (The Averoigne Chronicles)
поредицата съдържа 11 книги в периода 1930 – 1941 г.

#### Поредица „Книгата на Хиперборея“ (The Book of Hyperborea)
поредицата съдържа 10 книги в периода 1931 – 1941 г.

#### Поредица „Приказки от Зотик“ (Tales of Zothique)
поредицата съдържа 16 книги в периода 1932 – 1951 г.

### Сборници (частично)
- The Double Shadow (1933)[1][2][3]
- Out of Space and Time Volume 1, Volume 2 (1942)
- Lost Worlds Volume One, Volume Two (1944)
- Genius Loci (1948)
- The Abominations of Yondo (1960)

В следващите години има много допълнителни издания на сборници и антологии с негови разкази и поезия.
на български
- Избрани разкази, изд.: ИК „Изток-Запад“, София (2021), прев. Огняна Иванова, съставител Иван Атанасов

#### Поредица „Колекция на Кларк Аштън Смит“ (Collected Fantasies of Clark Ashton Smith)
1. End of the Story (2007)[1][4]
2. The Door to Saturn (2007)
3. A Vintage from Atlantis (2007)
4. The Maze of the Enchanter (2013)
5. The Last Hieroglyph (2017)

### Поезия (частично)
- A Dream of Beauty (1911)[4]
- The Star-Treader (1912)
- The Abyss Triumphant (1912)
- Sandalwood (1925)

### Документалистика
- Clark Ashton Smith: Letters to H. P. Lovecraft (1987) – с Хауърд Лъвкрафт[1][2]
- The Selected Letters of Clark Ashton Smith (2003)

Екранизации
- 1972 Night Gallery – тв сериал, 1 епизод „Завръщането на магьосника“, с Винсънт Прайс и Бил Биксби
- 1975 The Double Shadow
- 1980 Градът на живите мъртви, Paura nella città dei morti viventi
- 1981 Седмата порта на ада, ...E tu vivrai nel terrore! L'aldilà
- 2011 The Theatre Bizarre – тв сериал, 1 епизод „Майката на жабите“
- 2019 The Last Incantation – късометражен